# 中国高速鉄道CRH380A型電車
中国高速鉄道CRH380A型電車（ちゅうごくこうそくてつどうCRH380Aがたでんしゃ）は、中華人民共和国の高速鉄道車両。
中華人民共和国鉄道部（中国国鉄）が新たに建設する高速鉄道である都市間鉄道や旅客専用線で営業運転に用いるために、中国の南車青島四方機車車両で開発された高速鉄道車両である。
動力分散方式の交流電車で車体にはアルミニウム合金の中空型材を採用する。8両編成のものは CRH380A、16両のものは CRH380AL と呼ばれることになっている。
この項目では香港鉄路CRH380A型電車についても解説する。

## 概要

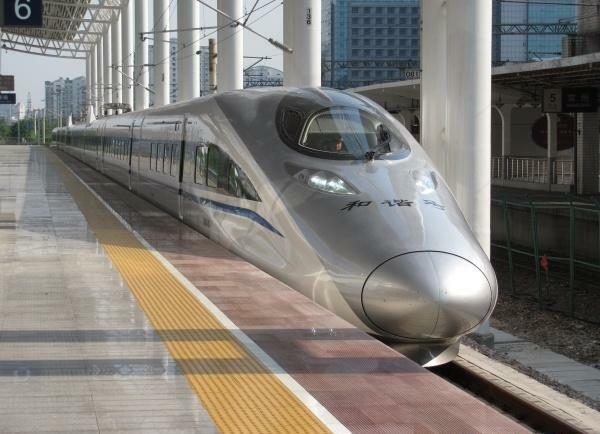
常州駅に到着する CRH380A

新しい前頭部デザインは、20種の案を3次元シミュレーションを経て5種に絞り、8分の1の模型を制作して、風洞実験で空気力学的試験や騒音の測定などをおこなった結果、選定されたもので、CRH2C-2150編成を製造する際このデザインを用いて作られた前頭部を実際に取り付けて、2010年5月から鄭西旅客専用線で試運転を実施した。この試作車の車体標記は「試験車 CRH380A」であった。

## 種類・編成

### CRH380A

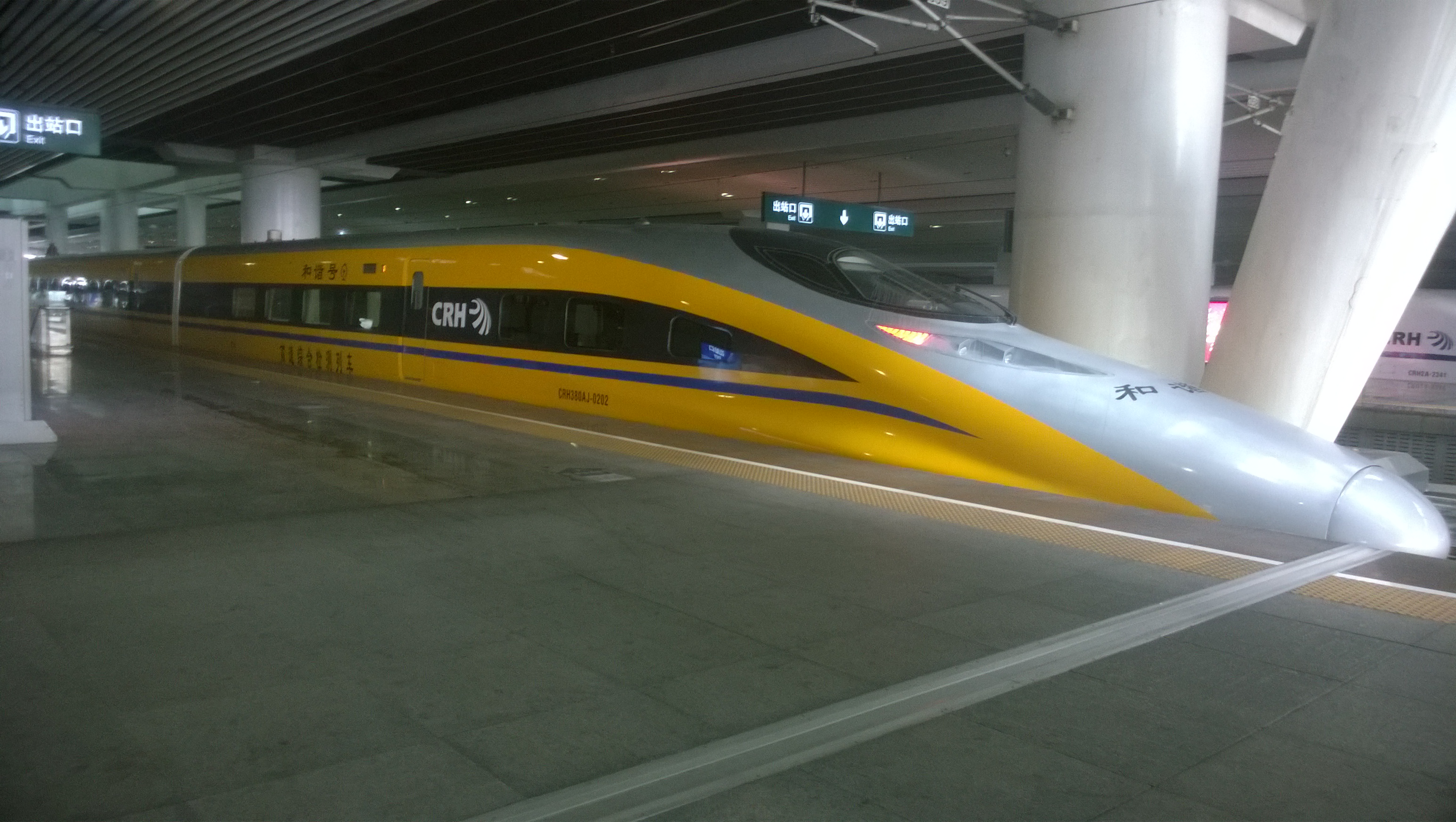
広州南駅に到着する CRH380AJ

編成総数は40編成 (CRH380A-6001 - CRH380A-6040) が予定されている。MT比 6M2T の8両編成で、集電装置はDSA350型パンタグラフを使用し、パンタグラフの両側は立体カバーで覆われている。編成は一等個室つきの一等座席車 (ZY) 2両、二等座席車 (ZE) 3両、観光席つき二等座席車 (ZEG) 2両とビュフェつき二等座席車 (ZEC) 1両からなる。一等個室を除きすべての座席は回転可能である。観光席つき二等座席車 (ZEG) は両端の先頭車両である。入口ドアから運転席までのスペースが観光席となっている。運転席と観光席はガラスで仕切られており、座席手元のスイッチでガラスの透明度（すりガラス状・透明ガラス状）を変える事が出来、走行中の運転席を見ることができる。
2010年9月、まず CRH380A-6001 - CRH380A-6010 の10編成が上海鉄路局に配置され、滬寧都市間鉄道と滬杭旅客専用線で高速試験を開始した。同年9月28日、CRH380A-6001号編成は、滬杭高速鉄道の杭州駅から上海虹橋駅への試運転列車で、11時37分に 416.6 km/h という中国の鉄道における最高速度を記録し、通常営業用の車両での世界最高速度記録を更新した。2010年9月30日から10月1日まで、CRH380A は滬寧都市間鉄道の臨時高速列車で最初の営業運転を行った。

#### 編成表
| 編成番号                           | 1                       | 2           | 3                | 4                              | 5                | 6                              | 7           | 8                       |
| 等級（CRH380A-2501～2540編成）     | 二等・特等合造車        | 二等車      | 一等・特等合造車 | 一等車                         | 二等・食堂合造車 | 二等車                         | 二等車      | 二等・特等合造車        |
| 等級 （その他の編成）              | 一等・商務合造車        | 二等車      | 二等車           | 二等車                         | 二等・食堂合造車 | 二等車                         | 二等車      | 二等車／商務車          |
| 車両番号（CRH380A-2501～2540編成） | CRH380A-2xxx ZET 2xxx01 | ZE 2xxx02   | ZYT 2xxx03       | ZY 2xxx04                      | ZEC 2xxx05       | ZE 2xxx06                      | ZE 2xxx07   | CRH380A-2xxx ZET 2xxx08 |
| 車両番号 （その他の編成）          | CRH380A-2xxx ZYS 2xxx01 | ZE 2xxx02   | ZE 2xxx03        | ZE 2xxx04                      | ZEC 2xxx05       | ZE 2xxx06                      | ZE 2xxx07   | CRH380A-2xxx ZES 2xxx00 |
| 動力配置                           | 制御車（Tc）            | 電動車（M） | 電動車（M）      | 電動車、パンタグラフ装備（Mp） | 電動車（M）      | 電動車、パンタグラフ装備（Mp） | 電動車（M） | 制御車（Tc）            |
| 定員（CRH380A-2501～2540）         | 6+40                    | 85          | 38+6             | 51                             | 38+14            | 85                             | 85          | 6+40                    |
| 定員 （その他の編成）              | 5+28                    | 85          | 85               | 75                             | 63               | 85                             | 85          | 5+40                    |
| 动力单元                           | ユニット1               | ユニット1   | ユニット1        | ユニット1                      | ユニット2        | ユニット2                      | ユニット2   | ユニット2               |

- 車両・編成番号（2501～2540、2641～2807、2809～2827、2829～2912、0251～0259）

### CRH380AL
CRH380ALの総編成数は100編成 (CRH380A-6041L - CRH380A-6140L) の予定である。MT比 14M2T の16両編成で、編成あたり総出力は 20440 kW、電動車電動車、パンタグラフ装備（Mp）数 7、主電動機56台、DSA350型高速パンタグラフを採用し、パンタグラフの両側は立体カバーで覆われる。1両の特等座席車、4両の一等座席車、10両の二等座席車と1両のビュッフェ車で組成される。一等座席車は横2+2列の座席配置で、二等座席車の座席配置は横2+3列である。ビュフェつき二等座席車を除きすべての座席は回転可能である。
2010年12月3日、山東省と安徽省の間での試験走行で 486.1 km/h と最速記録を更新し、ドイツ・フランス・日本の営業列車による速度記録をも更新した。さらに2011年1月9日には CRH380BL が速度記録を更新した (487.3 km/h) 。

#### 編成表
| 編成番号                            | 1                        | 2           | 3           | 4           | 5                              | 6           | 7           | 8           | 9           | 10          | 11          | 12          | 13                             | 14          | 15          | 16                       |
| 等級（CRH380AL-2541～2570編成）     | 一等車／觀光車           | 一等車      | 商務車      | 一等車      | 二等車                         | 二等車      | 二等車      | 二等車      | 食堂車      | 二等車      | 二等車      | 二等車      | 二等車                         | 二等車      | 二等車      | 一等車／觀光車           |
| 等級（CRH380AL-2571～2640編成）     | 観光・商務合造車         | 一等車      | 一等車      | 二等車      | 二等車                         | 二等車      | 二等車      | 二等車      | 食堂車      | 二等車      | 二等車      | 二等車      | 二等車                         | 二等車      | 二等車      | 観光・商務合造車         |
| 車両番号（CRH380AL-2541～2570編成） | CRH380AL-2xxx ZYS 2xxx01 | ZY 2xxx02   | SW 2xxx03   | ZY 2xxx04   | ZE 2xxx05                      | ZE 2xxx06   | ZE 2xxx07   | ZE 2xxx08   | ZEC 2xxx09  | ZE 2xxx10   | ZE 2xxx11   | ZE 2xxx12   | ZE 2xxx13                      | ZE 2xxx14   | ZE 2xxx15   | CRH380AL-2xxx ZYS 2xxx00 |
| 車両番号（CRH380AL-2571～2640編成） | CRH380AL-2xxx SW 2xxx01  | ZY 2xxx02   | ZY 2xxx03   | ZE 2xxx04   | ZE 2xxx05                      | ZE 2xxx06   | ZE 2xxx07   | ZE 2xxx08   | ZEC 2xxx09  | ZE 2xxx10   | ZE 2xxx11   | ZE 2xxx12   | ZE 2xxx13                      | ZE 2xxx14   | ZE 2xxx15   | CRH380AL-2xxx SW 2xxx00  |
| 定員（CRH380AL-2541～2570）         | 25+2                     | 56          | 24          | 56          | 73                             | 85          | 85          | 85          | 38          | 85          | 85          | 85          | 85                             | 85          | 85          | 25+2                     |
| 定員（CRH380AL-2571～2640）         | 10+3                     | 56          | 56          | 85          | 73                             | 85          | 85          | 85          | 38          | 85          | 85          | 85          | 85                             | 85          | 85          | 10+3                     |
| 動力配置                            | 制御車（Tc）             | 電動車（M） | 電動車（M） | 電動車（M） | 電動車、パンタグラフ装備（Mp） | 電動車（M） | 電動車（M） | 電動車（M） | 電動車（M） | 電動車（M） | 電動車（M） | 電動車（M） | 電動車、パンタグラフ装備（Mp） | 電動車（M） | 電動車（M） | 制御車（Tc）             |
| 动力单元                            | ユニット1                | ユニット1   | ユニット1   | ユニット2   | ユニット2                      | ユニット3   | ユニット3   | ユニット4   | ユニット4   | ユニット5   | ユニット5   | ユニット6   | ユニット6                      | ユニット7   | ユニット7   | ユニット7                |

### CRH380AN
2015年にに8両編成1本のみが製造された。基本的な仕様は先述したCRH380Aと変わらないものの、試作要素が強く永久磁石同期電動機を搭載し、MT比も4M4Tとなっている。
落成後暫くは試験用編成として使用されていたが、2019年1月19日に走行機器には手を加える事なく営業転用され、現在では通常のCRH380Aと共通で運用されている。

### CRH380AM(CIT500)
2011年12月に製造された高速試験電車であり6両編成1本のみが製造された。
前後で先頭形状が異なっており片方は中国古来の刀剣をイメージしたものとなっているが、もう片方は通常のCRH380Aとほぼ同様の形状となっている。

#### 編成表
| 編成番号 | 1                       | 2                              | 3           | 4           | 5                              | 6                       |
| 等級     |                         |                                |             | 一等車      | 一等車                         |                         |
| 車両番号 | CRH380AM-0204 JC 020401 | JC 020402                      | JC 020403   | JC 020404   | JC 020405                      | CRH380AM-0204 JC 020400 |
| 動力配置 | 制御電動車（Mc）        | 電動車、パンタグラフ装備（Mp） | 電動車（M） | 電動車（M） | 電動車、パンタグラフ装備（Mp） | 制御電動車（Mc）        |
| 定員     | 0                       | 0                              | 0           | 56          | 56                             | 0                       |
| 动力单元 | ユニット1               | ユニット1                      | ユニット1   | ユニット2   | ユニット2                      | ユニット2               |

## 香港鉄路動感号CRH380A型電車
香港高速動車組動感号（香港鉄路CRH380A型電車）は、香港MTRを通じて香港特別行政区政府が発注した高速鉄道用車両。製造は四方機車車両が担当し、広深港高速鉄道の香港側の路線開通に合わせた2018年に営業を開始する予定である。
中国本土で使用されているCRH380A型を基礎とした車両で、塗装が異なる他、耐火設備やセキュリティのような安全面を始め様々な箇所での強化がなされている。製造は9編成が予定されている。

### 編成表
| 編成番号          | 1                      | 2           | 3                              | 4           | 5                              | 6           | 7           | 8                      |
| 等級              | 一等車                 | 二等車      | 二等車                         | 二等車      | 二等車                         | 二等車      | 二等車      | 一等車                 |
| 編成番号 車両番号 | CRH380A-025x ZY 025x01 | ZE 025x02   | ZE 025x03                      | ZE 025x04   | ZE 025x05                      | ZE 025x06   | ZE 025x07   | CRH380A-025x ZY 025x00 |
| 動力配置          | 制御車（Tc）           | 電動車（M） | 電動車、パンタグラフ装備（Mp） | 電動車（M） | 電動車、パンタグラフ装備（Mp） | 電動車（M） | 電動車（M） | 制御車（Tc）           |
| 定員              | 34                     |             |                                |             |                                |             |             | 34                     |
| ユニット          | ユニット1              | ユニット1   | ユニット1                      | ユニット2   | ユニット2                      | ユニット3   | ユニット3   | ユニット3              |